# Gustaf Dalman

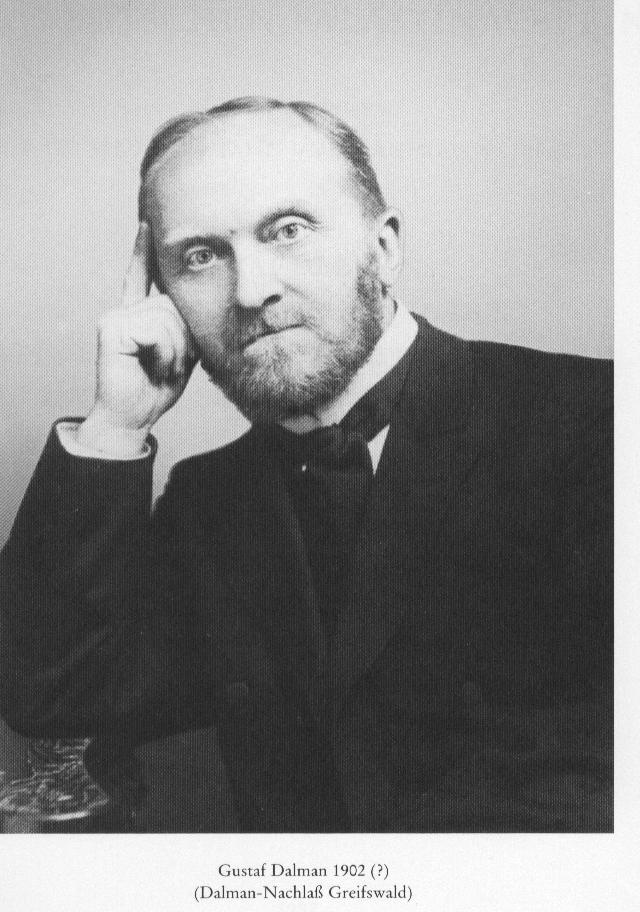
Gustaf Dalman, ca. 1902

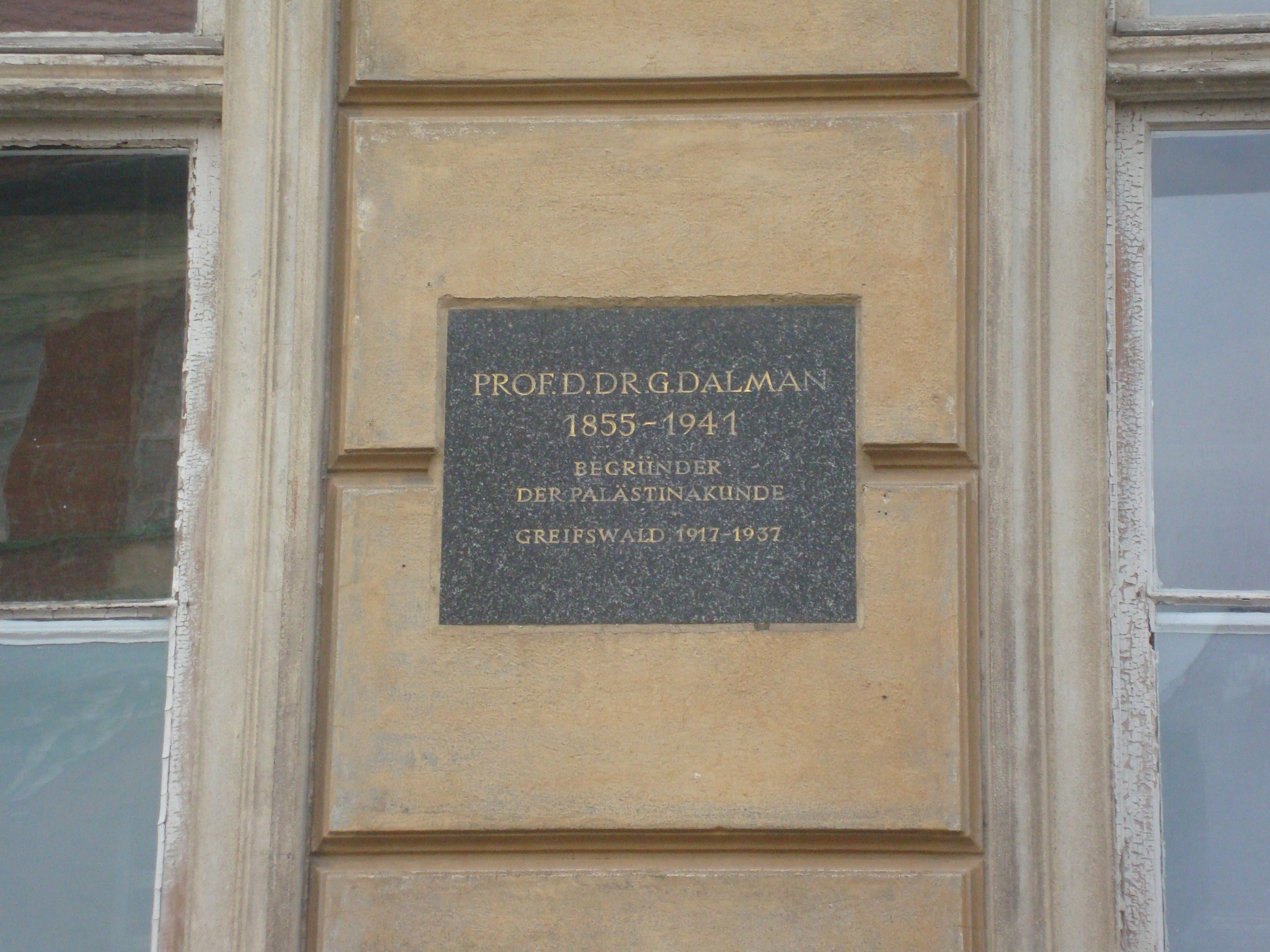
Gedenktafel für Gustaf Dalman in der Bahnhofstraße 46/47 in Greifswald (2012)

Gustaf Hermann Dalman (* 9. Juni 1855 in Niesky; † 19. August 1941 in Herrnhut) war ein deutscher protestantischer Theologe (Alttestamentler) und Palästinaforscher.

## Leben
Seine Eltern waren der Geschäftsadministrator Julius Marx (* 1817) und Erdmuth Laurentia von Dalmann (* 1822), eine Tochter des Johann Nikolaus von Dalmann, Vorsteher der Herrnhuter Brüdergemeine in Gnadenfrei. Als Gustaf Hermann Marx geboren, nahm Dalman 1886 den Geburtsnamen seiner schwedischen Mutter an, um dem vom Aussterben bedrohten Familienzweig seiner Mutter die Fortexistenz zu ermöglichen.
Er erhielt seine Schulbildung am Pädagogium in Niesky und studierte von 1874 am Theologischen Seminar der Herrnhuter Brüdergemeine in Gnadenfeld (Oberschlesien), wo er bis 1887 auch als Dozent für Altes Testament und Praktische Theologie tätig war. Dabei befasste er sich auch mit der Frage nach der Judenmission.
Von Franz Delitzsch wurde er an das Institutum Judaicum in Leipzig geholt, in dem Theologen zum Dienst in der Judenmission ausgebildet wurden. Diese verstand Dalman als „Pflicht der Kirche“, wobei „ehrliche Offenheit, Bethätigung selbstverleugnender Liebe und ein makelloser Wandel die beste Rechtfertigung […] vor den Gewissen der Juden“ sei.
Ab 1891 war er Privatdozent und ab 1895 außerordentlicher Professor für Altes Testament und Judaistik in Leipzig. Am 25. September 1901 heiratete er in Freienwalde Karoline Sophie von Treskow (1872–1940), eine Tochter des preußischen Generalmajors Franz von Treskow.
Von 1902 bis 1917 war Dalman der erste Direktor des Deutschen Evangelischen Instituts für Altertumswissenschaft des Heiligen Landes in Jerusalem. Den Ausbruch des Ersten Weltkriegs erlebte Dalman auf einem Heimaturlaub in Deutschland. Die Ereignisse verhinderten eine Rückkehr nach Jerusalem. Ab 1917 war er Professor für Altes Testament und Palästinawissenschaft in Greifswald, wo er 1920 das Institut für biblische Landes- und Altertumskunde (heute: Gustaf-Dalman-Institut) gründete. 1921 war er kommissarischer Propst der Erlöserkirche in Jerusalem. Von 1905 bis 1926 war er Herausgeber der Zeitschrift Palästina-Jahrbuch.
Dalman führte bis 1914 regelmäßig Lehrkurse für junge Theologen aus Deutschland durch und beobachtete, fotografierte und dokumentierte in seinen Veröffentlichungen die gegenwärtigen Lebensverhältnisse der Bauern und Beduinen in Palästina. Dalmans Arbeiten sind einzigartige Dokumente des Lebens einfacher Menschen zur osmanisch-türkischen Zeit. Aus seinen Forschungen suchte er Rückschlüsse auf die Geschichte Israels und des Alten Orients zu gewinnen. Er schrieb Beiträge zu Archäologie und Landeskunde. In seinem zweiten Forschungsgebiet, der Judaistik, verfasste er grundlegende Grammatiken und Wörterbücher zu aramäischen Dialekten und zur nachbiblischen hebräischen Sprache.

## Veröffentlichungen (Auswahl)
1. Zur Landeskunde
- Hundert deutsche Fliegerbilder aus Palästina (Schriften des Deutschen Palästina-Instituts Bd. 2), Gütersloh 1925 (Digitalisat der Universitätsbibliothek Tübingen)
- Arbeit und Sitte in Palästina, Bd. I – VII, Berlin 1928–1942 (Nachdr. 1987 ISBN 3-487-00480-1 und ISBN 978-3-487-00480-8) Bd. VIII (Fragment aus dem Nachlass) Berlin 2001 (Hauptwerk zu Dalmans landeskundlichen Forschungen zu allen Bereichen des Lebens) (Digitalisate der Universitätsbibliothek Tübingen)
- Palästinischer Diwan. Als Beitrag zur Volkskunde Palästinas gesammelt und mit Übersetzungen und Melodien herausgegeben. Leipzig 1901. (Sammlung volkstümlicher Lieder aus Palästina und Syrien) (Digitalisat UB  Halle, archive.org)
- Das Heilige Grab in Görlitz und sein Verhältnis zum Original in Jerusalem. In: Neues Lausitzisches Magazin Band 91, 1915, S. 198–244.
- Orte und Wege Jesu. Gütersloh 1919.
- Jerusalem und sein Gelände. Gütersloh 1930.

2. Exegetica
- Die Worte Jesu. Mit Berücksichtigung des nachkanonischen jüdischen Schrifttums und der aramäischen Sprache, Bd. 1: Einleitung und wichtige Begriffe, mit Anhang: A) Das Vaterunser, B) Nachträge und Berichtigungen, Leipzig 2. Auflage 1930; Bd. 2: Jesus-Jeschua. Die drei Sprachen Jesu, Jesus in der Synagoge, auf dem Berg, beim Passahmahl, am Kreuz, Leipzig 1922.

3. Zum Aramäischen und zum nachbiblischen Hebräisch
- Grammatik des jüdisch-palästinischen Aramäisch nach den Idiomen des palästinischen Talmud, des Onkelostargum und Prophetentargum und der jerusalemischen Targume, Hinrichs, Leipzig 1894 (Digitalisate: UB Frankfurt, archive.org); 2. verm. und vielfach umgearb. Aufl. 1905 (ND Darmstadt 1989; Digitalisate: UB Frankfurt, archive.org).
- Aramäisch-neuhebräisches Handwörterbuch zu Targum, Talmud und Midrasch, Göttingen 1901 (Digitalisat); 2. Aufl. 1922 (Digitalisat); 3. Aufl. 1938 (5. ND Hildesheim 2007).